# Leichtathletik-U23-Europameisterschaften

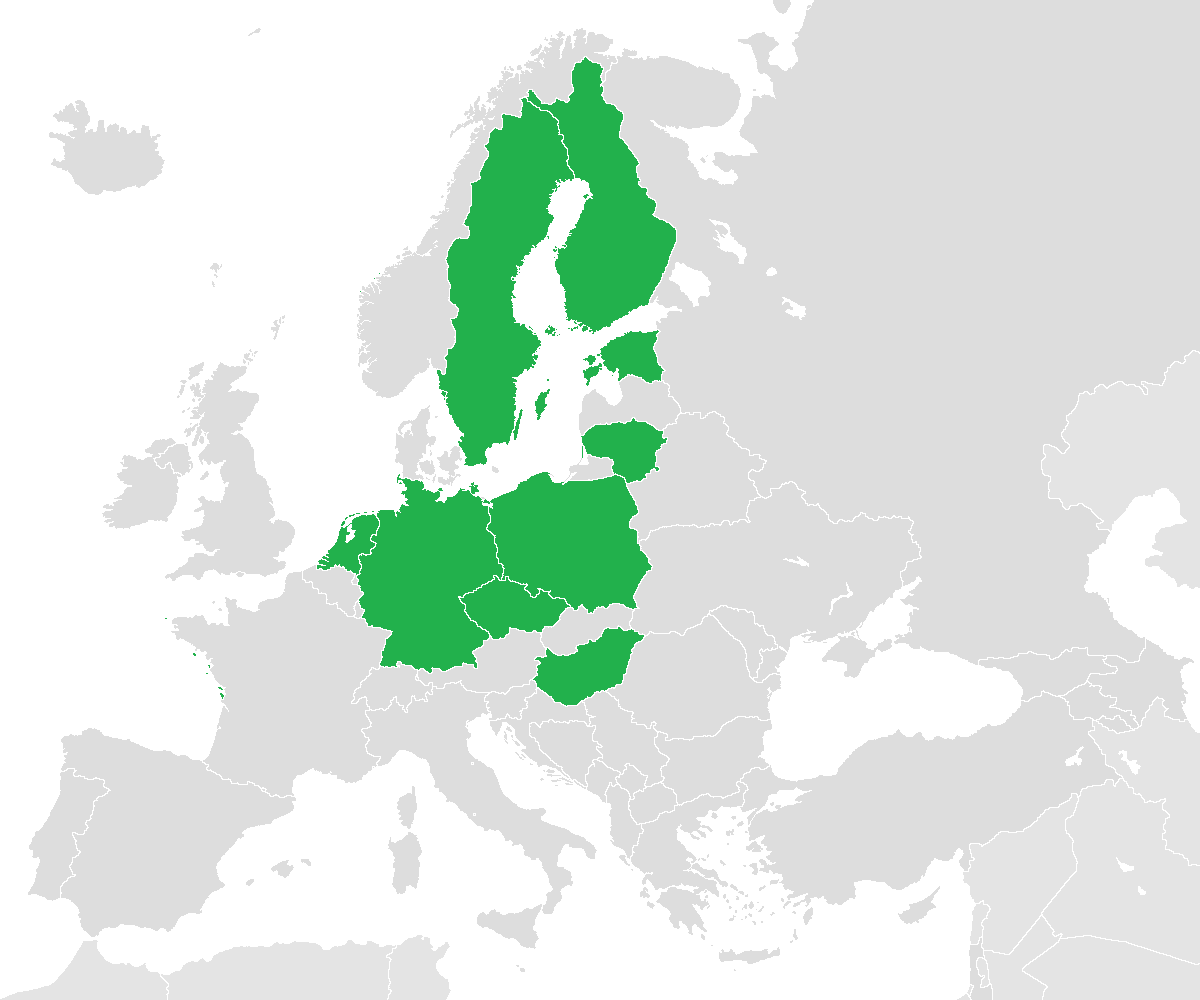
Gastgeberländer (Stand: 2017)

Die Leichtathletik-U23-Europameisterschaften (englisch European Athletics U23 Championships) sind zweijährlich stattfindende Leichtathletikwettkämpfe für Sportler unter 23 Jahren und fanden 1997 das erste Mal statt. Die Veranstaltungen werden vom Europäischen Leichtathletikverband (EAA) organisiert. Sie ersetzten den U23-Europacup, der 1992 und 1994 ausgetragen wurde.

## U23-Europacups
| U23-Europacup / European under 23 Cup | U23-Europacup / European under 23 Cup | U23-Europacup / European under 23 Cup | U23-Europacup / European under 23 Cup | U23-Europacup / European under 23 Cup | U23-Europacup / European under 23 Cup |
| Jahr                                  | Land                                  | Stadt                                 | Datum                                 | Gruppe                                | Stadion                               |
| ------------------------------------- | ------------------------------------- | ------------------------------------- | ------------------------------------- | ------------------------------------- | ------------------------------------- |
|                                       |                                       |                                       |                                       |                                       |                                       |
| 01992                                 | Vereinigtes Königreich                | Gateshead                             | 18.–19. Juli                          | A                                     |                                       |
| 01992                                 | Frankreich                            | Villeneuve-d’Ascq                     | 18.–19. Juli                          | B                                     |                                       |
|                                       |                                       |                                       |                                       |                                       |                                       |
| 01994                                 | Tschechien                            | Ostrava                               | 30.–31. Juli                          | A                                     |                                       |
| 01994                                 | Norwegen                              | Lillehammer                           | 30.–31. Juli                          | B                                     |                                       |

## U23-Europameisterschaften
| Nr. | Jahr | Stadt     | Land        | Datum            | Stadion                             |
| --- | ---- | --------- | ----------- | ---------------- | ----------------------------------- |
| 1   | 1997 | Turku     | Finnland    | 10.–13. Juli     | Paavo-Nurmi-Stadion                 |
| 2   | 1999 | Göteborg  | Schweden    | 29. Juli–1. Aug: | Ullevi-Stadion                      |
| 3   | 2001 | Amsterdam | Niederlande | 12.–15. Juli     | Olympiastadion Amsterdam            |
| 4   | 2003 | Bydgoszcz | Polen       | 17.–20. Juli     | Zdzisław-Krzyszkowiak-Stadion       |
| 5   | 2005 | Erfurt    | Deutschland | 14.–17. Juli     | Steigerwaldstadion                  |
| 6   | 2007 | Debrecen  | Ungarn      | 12.–15. Juli     | István-Gyulai-Leichtathletikstadion |
| 7   | 2009 | Kaunas    | Litauen     | 16.–19. Juli     | S.Dariaus-und-S.Girėno-Stadion      |
| 8   | 2011 | Ostrava   | Tschechien  | 14.–17. Juli     | Městský stadion                     |
| 9   | 2013 | Tampere   | Finnland    | 11.–14. Juli     | Ratina-Stadion                      |
| 10  | 2015 | Tallinn   | Estland     | 9.–12. Juli      | Kadrioru staadion                   |
| 11  | 2017 | Bydgoszcz | Polen       | 13.–17. Juli     | Zdzisław-Krzyszkowiak-Stadion       |
| 12  | 2019 | Gävle     | Schweden    | 11.–14. Juli     | Gunder-Hägg-Stadion                 |
| 13  | 2021 | Tallinn   | Estland     | 8.–11. Juli      | Kadrioru staadion                   |
| 14  | 2023 | Espoo     | Finnland    | 13.–16. Juli     | Leppävaaran Stadion                 |
| 15  | 2025 | Bergen    | Norwegen    | 17.–20. Juli     | Fana Stadion                        |
| 16  | 2027 | Bydgoszcz | Polen       | 22.–25. Juli     | Zdzisław-Krzyszkowiak-Stadion       |

## Meisterschaftsrekorde

### Männer
| Disziplin         | Rekord             | Athlet                                                           | Datum          | Ort       |
| ----------------- | ------------------ | ---------------------------------------------------------------- | -------------- | --------- |
| 100 m             | 10,10 s (+1,0 m/s) | Jeremiah Azu                                                     | 13. Juli 2023  | Espoo     |
| 200 m             | 20,33 s (+1,6 m/s) | Ján Volko                                                        | 15. Juli 2017  | Bydgoszcz |
| 400 m             | 44,82 s            | Jonas Phijffers                                                  | 19. Juli 2025  | Bergen    |
| 800 m             | 1:44,06 min        | Francesco Pernici                                                | 18. Juli 2025  | Bergen    |
| 1500 m            | 3:38,94 min        | Wolfram Müller                                                   | 14. Juli 2001  | Amsterdam |
| 5000 m            | 13:20,16 min       | Ali Kaya                                                         | 11. Juli 2015  | Tallinn   |
| 10.000 m          | 27:53,38 min       | Ali Kaya                                                         | 11. Juli 2015  | Tallinn   |
| 110 m Hürden      | 13,22 s (+0,3 m/s) | Sasha Zhoya                                                      | 13. Juli 2023  | Espoo     |
| 400 m Hürden      | 48,08 s            | Owe Fischer-Breiholz                                             | 19. Juli 2025  | Bergen    |
| 3000 m Hindernis  | 8:20,17 min        | Maciej Megier                                                    | 20. Juli 2025  | Bergen    |
| 4 × 100 m Staffel | 38,43 s            | Maxime Rebierre Yoran Kabengele Kabala Mohammed Badru Jeff Erius | 20. Juli 2025  | Bergen    |
| 4 × 400 m Staffel | 3:02,02 min        | David García Ángel González Markel Fernández Gerson Pozo         | 20. Juli 2025  | Bergen    |
| 20 km Gehen       | 1:19:58 h          | Aigars Fadejevs                                                  | 10. Juli 1997  | Turku     |
| Hochsprung        | 2,36 m             | Aleksander Waleriańczyk                                          | 20. Juli 2003  | Bydgoszcz |
| Stabhochsprung    | 5,93 m             | Romain Mesnil                                                    | 1. August 1999 | Göteborg  |
| Weitsprung        | 8,37 m (+1,1 m/s)  | Eusebio Cáceres                                                  | 12. Juli 2013  | Tampere   |
| Dreisprung        | 17,72 m (+1,3 m/s) | Scheryf el-Scheryf                                               | 17. Juli 2011  | Ostrava   |
| Kugelstoßen       | 21,59 m            | Konrad Bukowiecki                                                | 14. Juli 2017  | Bydgoszcz |
| Diskuswurf        | 68,34 m            | Mykolas Alekna                                                   | 15. Juli 2023  | Espoo     |
| Hammerwurf        | 80,88 m            | Nicolas Figère                                                   | 15. Juli 2001  | Amsterdam |
| Speerwurf         | 84,97 m            | Cyprian Mrzygłód                                                 | 13. Juli 2019  | Gävle     |
| Zehnkampf         | 8608 Punkte        | Markus Rooth                                                     | 16. Juli 2023  | Espoo     |

### Frauen
| Disziplin         | Rekord             | Athletin                                                          | Datum          | Ort       |
| ----------------- | ------------------ | ----------------------------------------------------------------- | -------------- | --------- |
| 100 m             | 11,03 s (+1,5 m/s) | Maria Karastamati                                                 | 16. Juli 2005  | Erfurt    |
| 200 m             | 22,57 s (+1,7 m/s) | Hana Benešová                                                     | 13. Juli 1997  | Turku     |
| 400 m             | 49,74 s            | Henriette Jæger                                                   | 19. Juli 2025  | Bergen    |
| 800 m             | 1:57,42 min        | Audrey Werro                                                      | 19. Juli 2025  | Bergen    |
| 1500 m            | 4:04,77 min        | Amela Terzić                                                      | 12. Juli 2015  | Tallinn   |
| 5000 m            | 15:01,67 min       | Yasemin Can                                                       | 16. Juli 2017  | Bydgoszcz |
| 10.000 m          | 31:39,34 min       | Alina Reh                                                         | 12. Juli 2019  | Gävle     |
| 100 m Hürden      | 12,68 s (+0,0 m/s) | Ditaji Kambundji                                                  | 15. Juli 2023  | Espoo     |
| 400 m Hürden      | 54,04 s            | Emily Newnham                                                     | 19. Juli 2025  | Bergen    |
| 3000 m Hindernis  | 9:26,98 min        | Olivia Gürth                                                      | 15. Juli 2023  | Espoo     |
| 4 × 100 m Staffel | 42,92 s            | Nia Wedderburn-Goodison Kissiwaa Mensah Alyson Bell Success Eduan | 20. Juli 2025  | Bergen    |
| 4 × 400 m Staffel | 3:26,52 min        | Rebecca Grieve Emily Newnham Poppy Malik Yemi Mary John           | 20. Juli 2025  | Bergen    |
| 20 km Gehen       | 1:27:17 h          | Marija Ponomarjowa                                                | 10. Juli 2015  | Tallinn   |
| Hochsprung        | 2,00 m             | Jaroslawa Mahutschich                                             | 10. Juli 2021  | Tallinn   |
| Stabhochsprung    | 4,70 m             | Angelina Schuk-Krasnowa                                           | 13. Juli 2013  | Tampere   |
| Weitsprung        | 7,05 m (+1,1 m/s)  | Darja Klischina                                                   | 17. Juli 2011  | Ostrava   |
| Dreisprung        | 14,70 m (+1,3 m/s) | Cristina Nicolau                                                  | 1. August 1999 | Göteborg  |
| Kugelstoßen       | 19,73 m            | Nadseja Astaptschuk                                               | 12. Juli 2001  | Amsterdam |
| Diskuswurf        | 64,40 m            | Kateryna Karsak                                                   | 13. Juli 2007  | Debrecen  |
| Hammerwurf        | 73,71 m            | Silja Kosonen                                                     | 14. Juli 2023  | Espoo     |
| Speerwurf         | 65,60 m            | Christin Hussong                                                  | 10. Juli 2015  | Tallinn   |
| Siebenkampf       | 6563 Punkte        | Saga Vanninen                                                     | 20. Juli 2025  | Bergen    |

## Ewiger Medaillenspiegel
Insgesamt wurden bei Leichtathletik-U23-Europameisterschaften 658 Gold-, 659 Silber- und 659 Bronzemedaillen von Athleten aus 45 Staaten gewonnen. Die nachfolgende Tabelle enthält die 20 erfolgreichsten Nationen in lexikographischer Ordnung (Stand: nach den Leichtathletik-U23-Europameisterschaften 2025).
| Platz | Land                   | Gold | Silber | Bronze | Total |
| ----- | ---------------------- | ---- | ------ | ------ | ----- |
| 01    | Russland               | 83   | 66     | 57     | 206   |
| 02    | Deutschland            | 73   | 99     | 85     | 257   |
| 03    | Vereinigtes Königreich | 68   | 62     | 48     | 178   |
| 04    | Polen                  | 53   | 42     | 48     | 143   |
| 05    | Frankreich             | 51   | 48     | 63     | 162   |
| 06    | Spanien                | 34   | 34     | 39     | 107   |
| 07    | Italien                | 29   | 32     | 41     | 102   |
| 08    | Ukraine                | 25   | 40     | 30     | 95    |
| 09    | Belarus                | 22   | 21     | 20     | 63    |
| 10    | Türkei                 | 21   | 14     | 6      | 41    |
| 11    | Niederlande            | 20   | 17     | 19     | 56    |
| 12    | Rumänien               | 20   | 16     | 16     | 52    |
| 13    | Finnland               | 13   | 18     | 27     | 58    |
| 14    | Ungarn                 | 13   | 14     | 12     | 39    |
| 15    | Griechenland           | 13   | 11     | 12     | 36    |
| 16    | Norwegen               | 13   | 7      | 10     | 30    |
| 17    | Schweden               | 12   | 17     | 21     | 50    |
| 18    | Schweiz                | 12   | 8      | 9      | 29    |
| 19    | Tschechien             | 11   | 20     | 12     | 43    |
| 20    | Lettland               | 9    | 4      | 9      | 22    |